# Segno di tetania latente di Trousseau

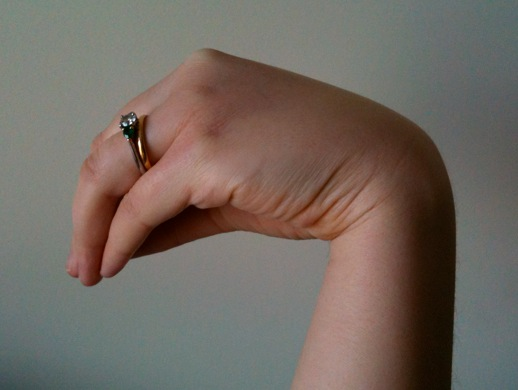
Una mano contratta in modo simile a quanto accade nel segno di Trousseau.

Il segno di tetania latente di Trousseau, o più semplicemente segno di Trousseau è un segno clinico osservabile in soggetti affetti da ipocalcemia.
Questo dato semeiologico viene comunemente utilizzato in medicina per porre diagnosi di tetania latente, ovvero di quella particolare forma di tetania che, in mancanza di una sintomatologia spontanea, richiede test provocativi per essere evidenziata.
Il segno di Trousseau viene considerato più sensibile e specifico rispetto all'analogo segno di Chvostek nei soggetti con tetania ipocalcemica.

## Eponimo
Il segno prende il nome dal suo scopritore, il medico francese Armand Trousseau (1801-1867), che lo descrisse nel 1861..

## Descrizione
Il bracciale di uno sfigmomanometro viene applicato al braccio di un soggetto e gonfiato fino a raggiungere un livello di pressione di poco superiore alla pressione arteriosa sistolica.
Dopo circa tre minuti, l'ischemia derivante dall'occlusione della arteria brachiale determina una flessione dell'articolazione del polso e delle metacarpofalangee, alla flessione delle dita e all'adduzione del pollice. La posizione finale  è definita "mano ad ostetrico" per l'analogia con la posizione assunta dalla mano prima di un'ispezione vaginale.
Oltre alle evidenti manifestazioni visive dello spasmo, i soggetti con un segno di Trousseau positivo possono riferire parestesie alle dita, fascicolazioni muscolari o contrazioni delle dita, e una sensazione di crampi muscolari o rigidità.
Un segno positivo può essere registrato in una percentuale variabile tra l'1% ed il 4% dei soggetti in buona salute.

## Significato clinico
Come il segno di Chvostek, il segno di tetania latente di Trousseau indica, con maggiore sensibilità, l'eccitabilità neuromuscolare indotta da ipocalcemia latente.
Tuttavia lo si può ritrovare anche in altre condizioni come l'ipomagnesiemia e la tetania, nei soggetti con diarrea, difterite, morbillo, tetano e mixedema.